# کیکا فان اس
کیکا فان اس (به هلندی: Kika van Es) (زادهٔ ۱۱ اکتبر ۱۹۹۱ میلادی) یک بازیکن زن فوتبال اهل کشور هلند است. پست وی مدافع است. وی همکنون برای باشگاه فوتبال زنان توئنته و در لیگ برتر فوتبال زنان هلند بازی می‌کند.

## پیشهٔ باشگاهی
او کار خود را از تیم المپیا ۱۸ آغاز کرد و در سال ۲۰۰۸ به باشگاه فوتبال زنان ویلم دوم رفت و دو فصل را برای این تیم بازی کرد. در سال ۲۰۱۰ او با تیم تازه تأسیس وی وی وی فنلو قرار داد بست و تا زمان انحلال این تیم در سال ۲۰۱۲ که تمامی بازیکنان این تیم به تیم تازه تأسیس زنان باشگاه فوتبال زنان پی‌اس‌وی آیندهوون رفتند تا در به‌نه لیگ بازی کنند در این تیم باقی ماند. در سال ۲۰۱۶ او قراردادی را با تیم فوتبال زنان آشیل ۲۹ به امضا رساند.پس از یک فصل بازی برای این باشگاه او در ۱۶ ژوئن ۲۰۱۷ به باشگاه فوتبال زنان توئنته رفت.

## پیشهٔ ملی
کیکا فان یکی از اعضای تیم ملی فوتبال زنان هلند است. او نخستین بازی خود را برای این تیم در ۲۱ نوامبر ۲۰۰۹ و در مقابل تیم ملی فوتبال زنان بلاروس انجام داده‌است. در ژوئن ۲۰۱۳ فان اس جزو سه نفر آخری بود که از تیم ملی توسط سرمربی این تیم راجر رینرز برای باری در مسابقات فوتبال زنان اروپا ۲۰۱۳ سوئد از فهرست خط خورد.
وی در سال ۲۰۱۷ برای شرکت در مسابقات فوتبال زنان اروپا ۲۰۱۷ دوباره به تیم ملی دعوت شد. او هر شش بازی آغازین را در تیم حضور داشت و به هلند کمک کرد تا در این مسابقات به قهرمانی برسند.

## افتخارات
هلند
- مسابقات فوتبال زنان اروپا: قهرمانی ۲۰۱۷
- جام آلگاروه:قهرمانی ۲۰۱۸[۳]